# Carville-la-Folletière
Carville-la-Folletière ist eine französische Gemeinde mit 419 Einwohnern (Stand: 1. Januar 2022) im Département Seine-Maritime in der Region Normandie. Die Gemeinde gehört zum Arrondissement Rouen und zum Kanton Notre-Dame-de-Bondeville. Die Bewohner werden Carvillais und Carvillaises genannt.

## Geographie
Carville-la-Folletière liegt westlich des Zentrums des Départements, etwa 23 Kilometer nordwestlich von Rouen im Pays de Caux. Umgeben wird Carville-la-Folletière von den Nachbargemeinden Saint Martin de l’If im Norden, Westen und Osten sowie Blacqueville im Süden.

## Bevölkerungsentwicklung
| 1962                       | 1968 | 1975 | 1982 | 1990 | 1999 | 2006 | 2013 | 2020 |
| -------------------------- | ---- | ---- | ---- | ---- | ---- | ---- | ---- | ---- |
| 202                        | 186  | 207  | 199  | 224  | 222  | 317  | 427  | 424  |
| Quellen: Cassini und INSEE |      |      |      |      |      |      |      |      |

## Sehenswürdigkeiten
- Pfarrkirche Saint-Germain aus dem 13. Jahrhundert, im 18. Jahrhundert überarbeitet
- Schloss mit Umfriedung und Garten aus dem 18. Jahrhundert
- Herrenhaus in Limare mit Umfriedung und Taubenschlag vermutlich aus dem 17. Jahrhundert
- Herrenhaus in La Giffarderie aus dem 17. Jahrhundert